# Lennart Wilkmar

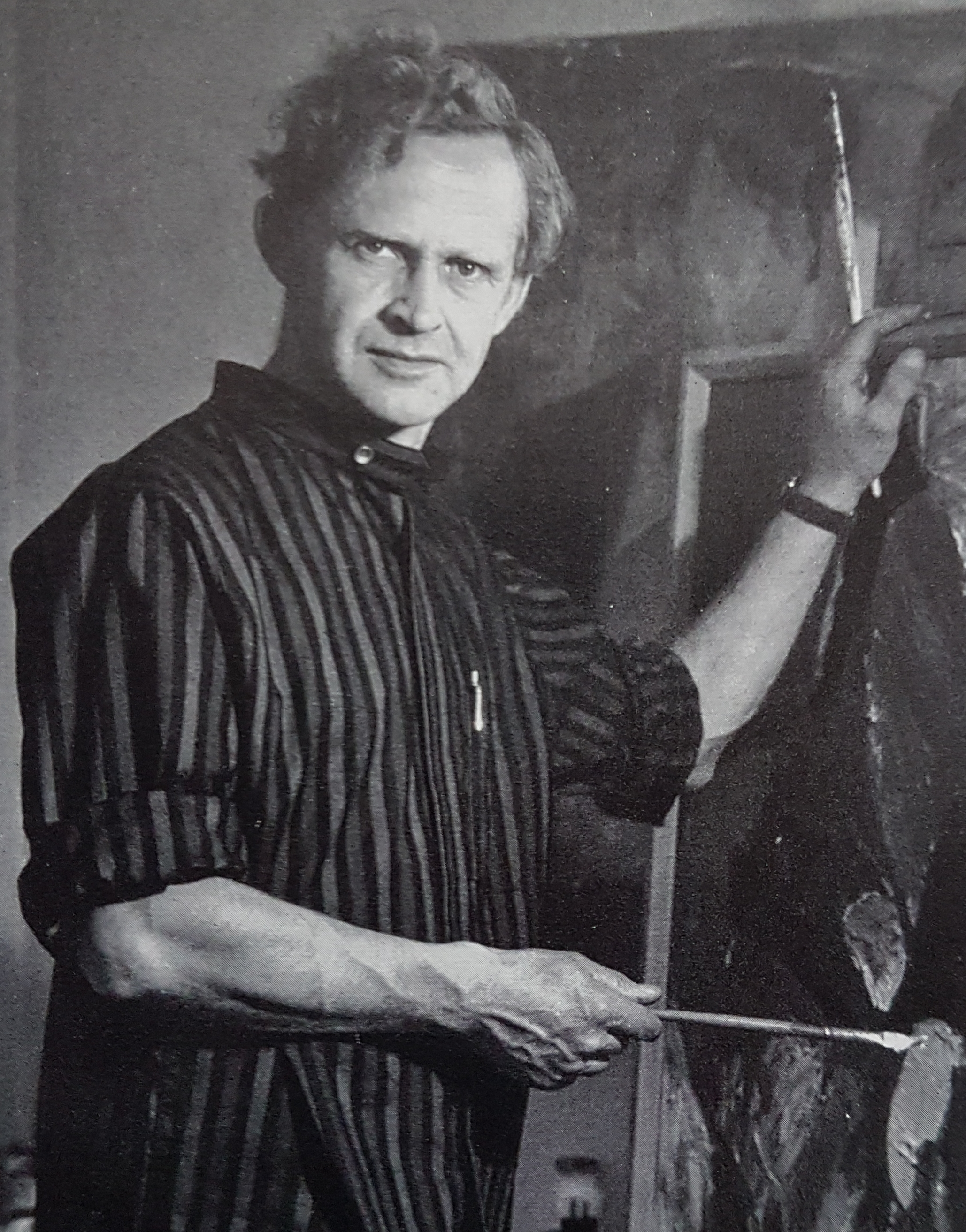
Lennart Wilkmar

Erik Lennart Wilkmar, född 3 maj 1923 i Uddevalla, död 2007, var en svensk målare, grafiker och museichef.
Han var son till fabrikören Ernst Johansson och Elin Andersson och från 1947 gift med läraren Anja Maisie Molinder. Wilkmar studerade några år vid Göteborgs högskola innan han ändrade inriktning för att bli konstnär. Han studerade konst vid Hovedskous målarskola i Göteborg 1946–1950 och genom självstudier under resor till Nederländerna, Frankrike och Skandinavien. Separat ställde han bland annat ut på Galleri Aveny, Galleri Maneten och Göteborgs bank i Göteborg. Tillsammans med Claes Lindholm och Morgan Niklasson ställde han ut i Skövde 1962 och tillsammans med Bernt Jutemar och L Persson i Mariestad 1963. Han medverkade i samlingsutställningar med Skaraborgskonst i Falköping och Skövde samt i Göteborgs konstförenings Decemberutställningar på Göteborgs konsthall samt sommarutställningarna på Mässhuset i Göteborg. En minnesutställning med hans måleri och grafik visades 2008 på Skövdes Konsthall. Bland hans offentliga arbeten märks utsmyckningen Centralskolan i Nossebro, Skaraborgsbanken i Mariestad och Kärnsjukhuset i Skövde samt altartavlan till Eks kyrka. Han var under en period museichef för Skövde konstmuseum. Wilkmar är representerad i Falköpings museum och Skövde stadsmuseum.